# Селезнёвы (деревня)
 Селезнёвы  — деревня в Афанасьевском районе Кировской области в составе Бисеровского сельского поселения.

## География
Расположена на расстоянии примерно 24 км на север по прямой от районного центра поселка  Афанасьево на правобережье реки Кама.

## История
Известна с 1727 года как деревня Селезневых с 1  двором. В 1891 году учитывалась как починок Турушевская (Селезневский). В 1926 в деревне Селезневская дворов 31 и жителей 151, в 1950 35 и 130, в 1989 оставался 31 житель. Настоящее название утвердилось с 1978 года.  

## Население
| 2010 |
| ---- |
| 6    |

Постоянное население составляло 18 человек (русские 100%) в 2002 году, 6 в 2010.